# Gnypeta carbonaria
Gnypeta carbonaria är en skalbaggsart som först beskrevs av Mannerheim 1830.  Gnypeta carbonaria ingår i släktet Gnypeta, och familjen kortvingar. Arten är reproducerande i Sverige.